# Opernhaus

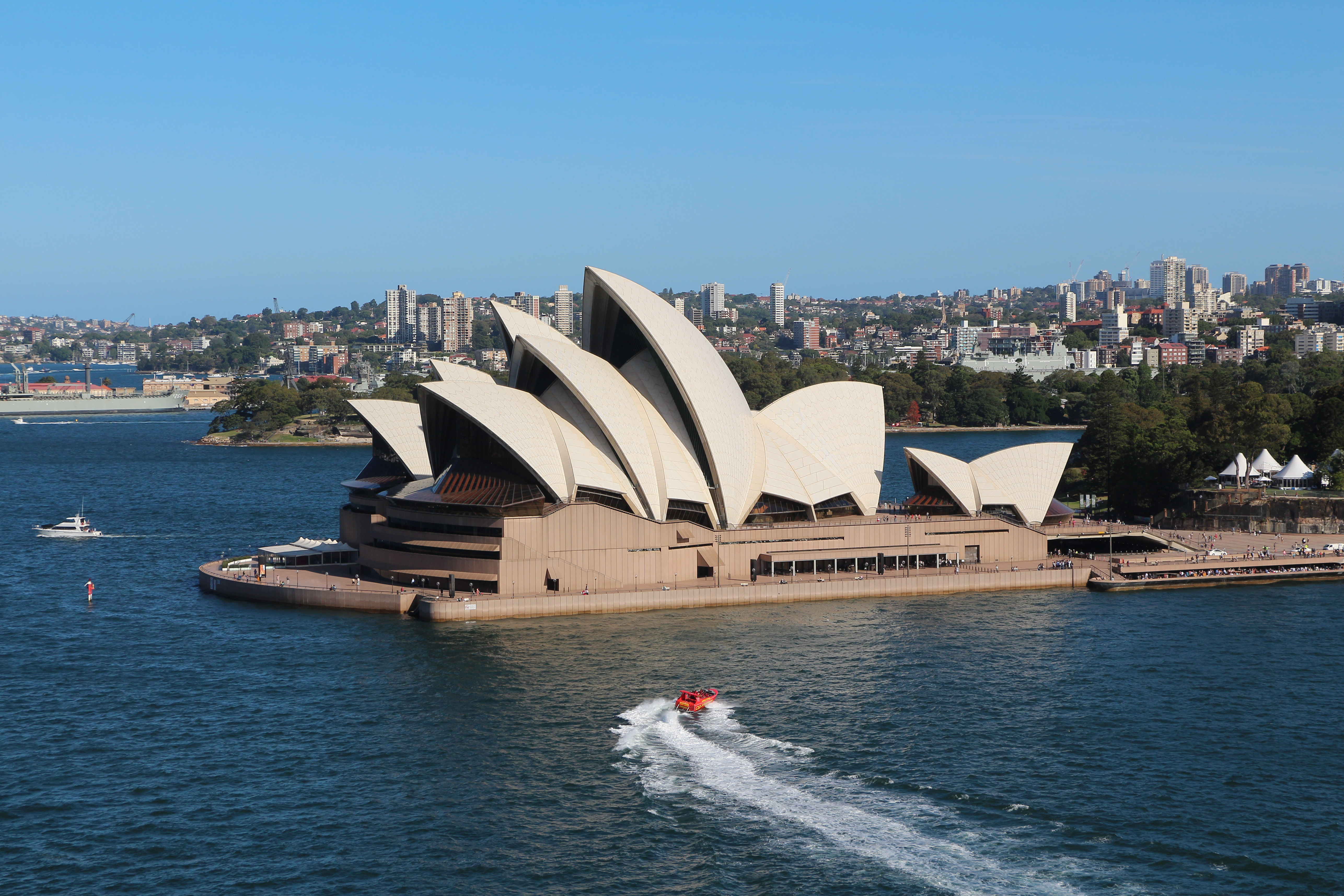
Opernhaus in Sydney

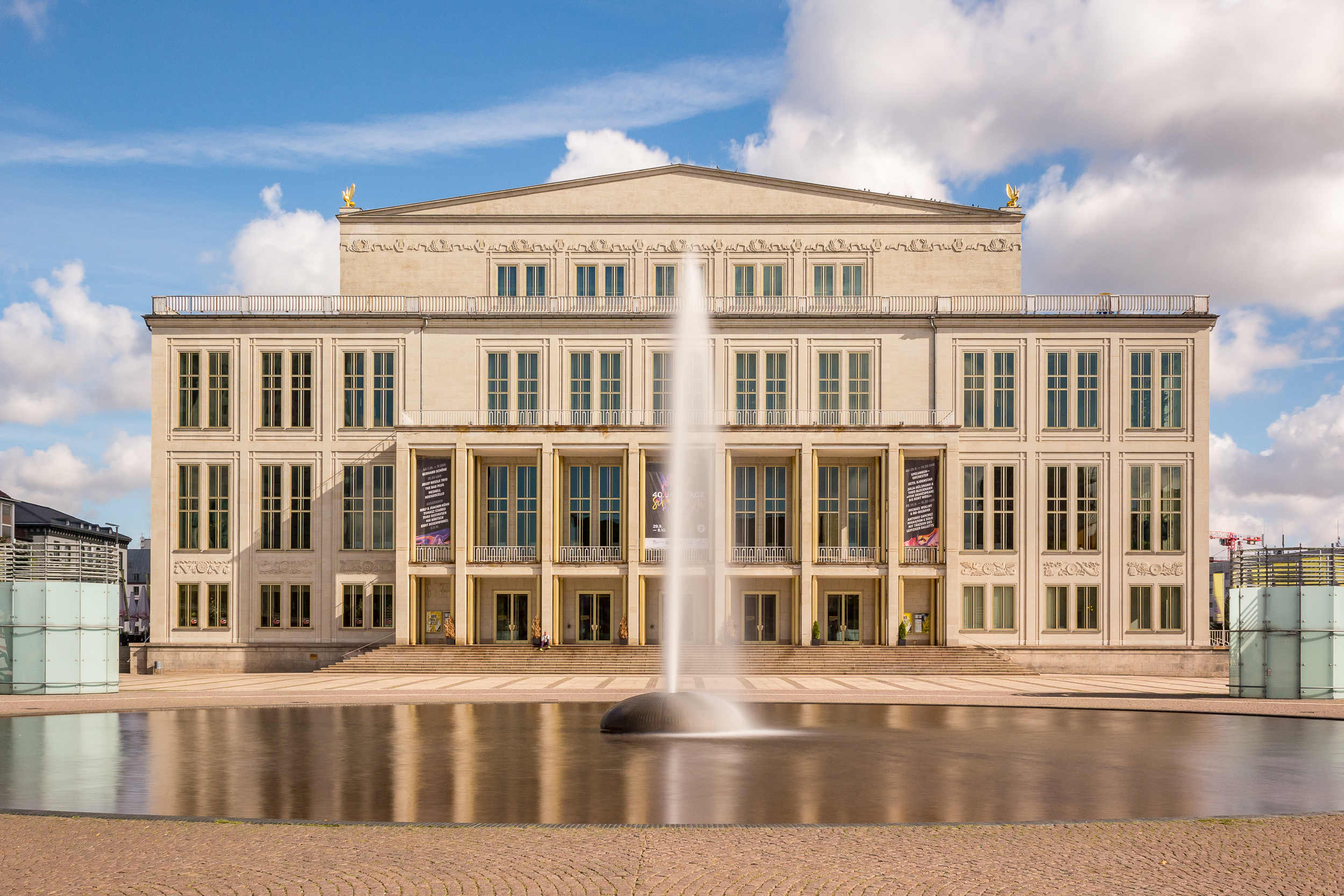
Opernhaus Leipzig

Ein Opernhaus (kurz: Oper) ist ein Gebäude für Musiktheater, in dem vor allem Opern, Operetten und Ballette aufgeführt werden.
In der Regel handelt es sich heute um ein geschlossenes Gebäude (mit Ausnahme von Freilichtbühnen wie beispielsweise dem Théâtre Antique in Orange oder der Arena von Verona, die allerdings ursprünglich nicht als Theaterraum gebaut wurde), das über eine große Bühne mit aufwändiger Bühnenmaschinerie, einen Orchestergraben und einen Zuschauerraum mit einer oder mehreren Ebenen (übereinander oder mit Logen), verfügt. Damit hat sich seit dem Barock als architektonisches Grundmodell das Guckkasten-Theater etabliert und frühere Formen – wie die Shakespeare-Bühne, das Jahrmarkttheater oder das Amphitheater griechisch-römischer Prägung – verdrängt. In der Frühzeit der Oper wurden allerdings eher die Festsäle der Aristokratie als Aufführungsort benutzt; erste Opernhäuser entstanden ab dem zweiten Drittel des 17. Jahrhunderts zuerst in Venedig, später auch in anderen Städten Italiens. Das erste öffentliche Opernhaus in Deutschland war die 1678 eröffnete Hamburger Oper am Gänsemarkt, errichtet nach venezianischem Vorbild.

## Bauliche Entwicklung der Opernhäuser

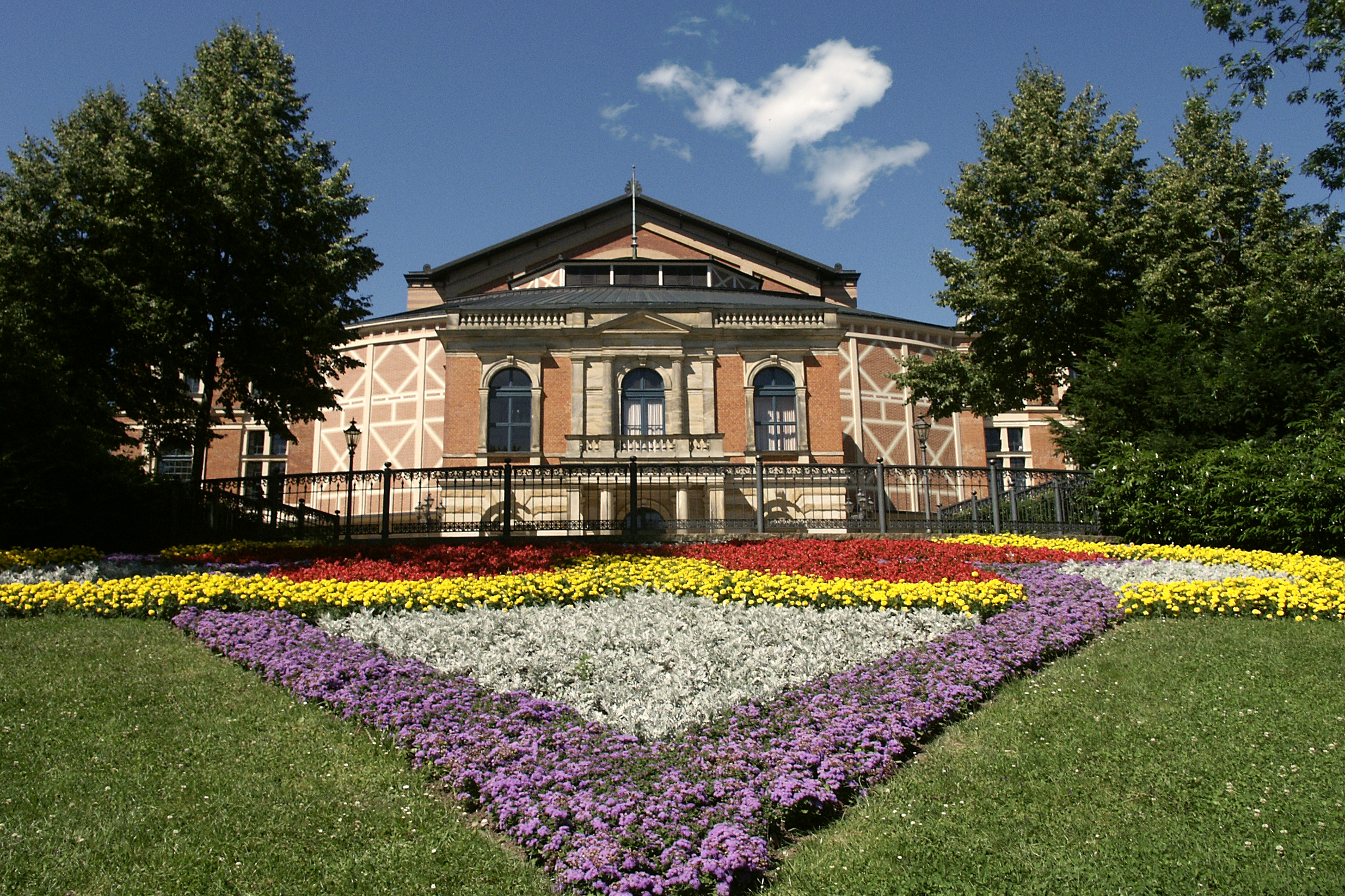
Das Richard-Wagner-Festspielhaus auf dem Grünen Hügel in Bayreuth

Die Entwicklung der Opernhäuser von der Entstehung der Gattung bis heute wurde baulich durch zwei entscheidende Tendenzen geprägt. Erstens verlagerte sich der Fokus vom Zuschauerraum hin zur Bühne: Im klassischen Rangtheater war der Auftritt des Publikums in den Logen – bis hin zur Fürsten- oder Königsloge – mindestens ebenso prominent wie das Geschehen auf der Bühne; der Zuschauerraum war auch ebenso hell erleuchtet wie die Bühne. Gesungen wurde in der Regel auf der Vorbühne (oder Proszenium); die dahinter liegende Gassenbühne diente zum effektvollen Präsentieren wechselnder Dekorationen als Hintergrund und im Maschinentheater auch dem Einsatz illusionistischer Tricks (z. B. mit Hilfe von Flugwerken und Versenkungen). Demgegenüber schaffen heutige Bühnenbilder unterschiedlichste Räume, die den Bühnenraum von der Rampe bis zur Bühnenrückwand ausnutzen; der Zuschauerraum ist abgedunkelt und bei den neueren Häusern halbkreisförmig angeordnet, sodass möglichst jeder Zuschauer eine gleich gute Sicht auf die Bühne hat. Die Theater wurden damit auch immer größer; die New Yorker Metropolitan Opera fasst z. B. annähernd 4000 Plätze. Plätze in älteren Opernhäusern, von denen aus die Bühne nicht zu sehen ist und die deshalb günstig erhältlich sind, werden auch als Hörplätze bezeichnet.
Die zweite wichtige Entwicklung betrifft die Position des Orchestergrabens. Die Musiker waren im Barocktheater auf gleicher Ebene wie das Parkett platziert; es war deshalb nicht unbedingt ein Dirigent vonnöten, da die Verbindung zwischen dem Orchester und den Sängern viel unmittelbarer war als heute. Mit der Zeit wurde die Orchesterbesetzung immer größer, sodass der tiefer gelegene Graben entstand. Ins Extrem trieb diese Entwicklung Richard Wagner in seinem Bayreuther Festspielhaus, das er eigens für die Aufführung seiner Werke erbauen ließ. Hier ist der Orchestergraben vollständig versenkt: Er reicht in stufenförmiger Anordnung bis tief unter die Bühne und wird zusätzlich durch eine Sichtblende verdeckt, sodass die Herkunft des Klanges nicht mehr feststellbar ist, was von besonderer Wirkung ist. Für konzertante Aufführungen auf der Bühne wird in manchen Opernhäusern ein Konzertzimmer errichtet.
Als Erbe der höfischen Opernkunst verstand sich ab dem 18. Jahrhundert zunehmend das Bürgertum. Opernhäuser wurden so zu repräsentativen Symbolen des bürgerlichen Establishments (man nannte sie nun nicht mehr Hoftheater, sondern Staatsoper) und wurden als solche im 20. Jahrhundert auch attackiert; erinnert sei an den provokanten Ausspruch des Dirigenten Pierre Boulez, man solle alle Opernhäuser in die Luft sprengen, was ihn allerdings nicht daran hinderte, einer der prominentesten Operndirigenten unserer Zeit zu werden.

## Das Opernhaus als Institution

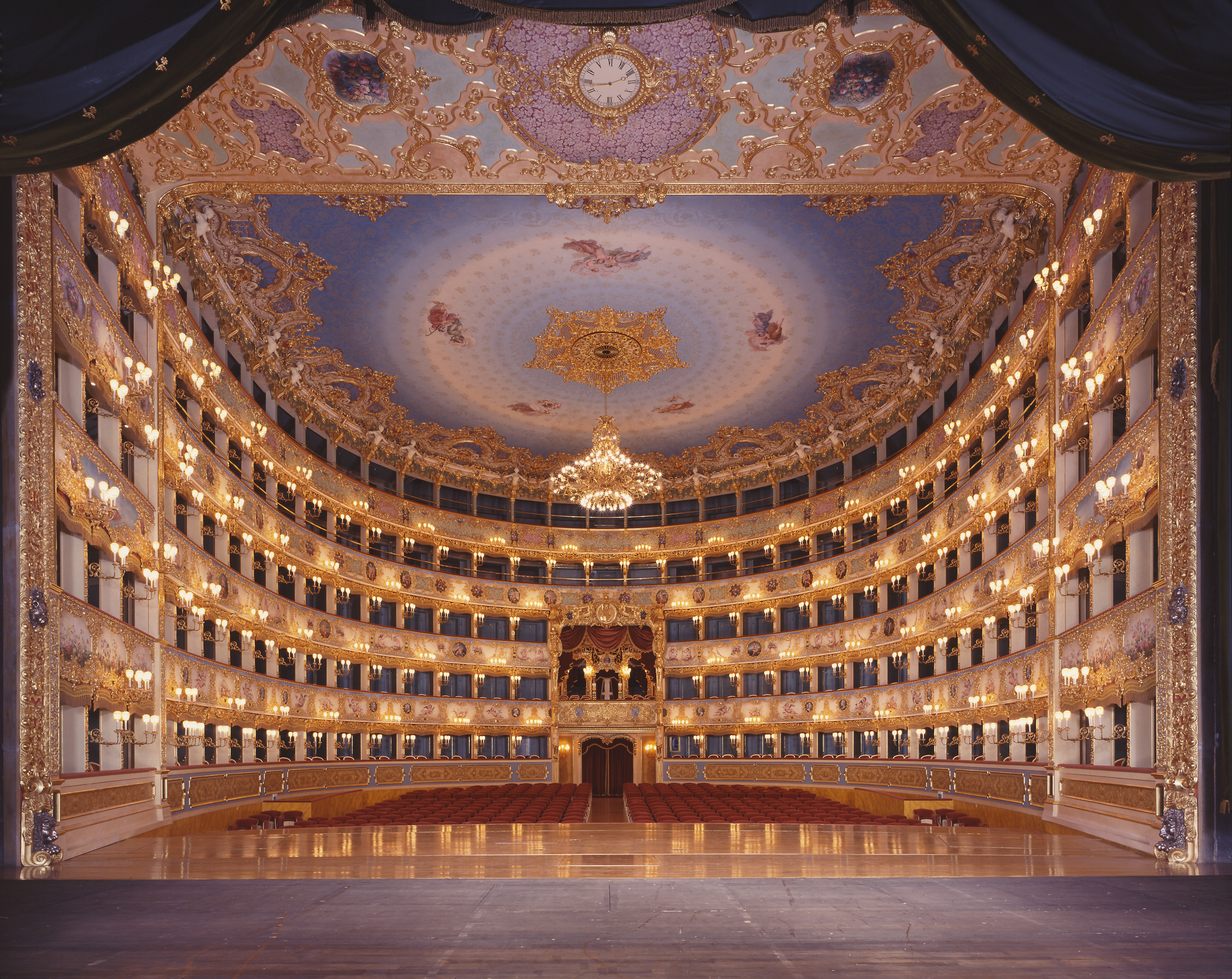
Teatro La Fenice, Venedig

Mit dem Begriff Opernhaus verbindet sich jedoch zumeist nicht nur der Theaterbau, sondern auch die Institution. Ein Opernhaus kann, wie dies an den größeren Häusern in Deutschland üblich ist, über ein festes Ensemble verfügen; im weiteren Sinne werden dann zu einem Opernhaus auch das Ensemble (Gesangs-Solisten, Chor, Ballett, Orchester, Statisten) sowie die künstlerische Leitung (Intendant, Dirigenten, Regisseure, Dramaturgen) gezählt. Hinzu kommen kaufmännische Verwaltung, Garderobe und Werkstätten (z. B. für Bühnenbild). Große Opernhäuser haben bis zu 1000 feste Mitarbeiter. In einigen westeuropäischen Ländern wie Großbritannien und Frankreich verfügen die Opernhäuser i. d. R. nicht mehr über feste Ensembles. Einzelne Aufführungen werden häufig in Koproduktion erarbeitet und zwischen den Häusern ausgetauscht. Dieses System herrscht auch in den USA vor.
In Österreich ist das größte und wichtigste Opernhaus, die Wiener Staatsoper, mit einem Sängerensemble ausgestattet, das jedoch in der überwiegenden Zahl für die mittleren und kleineren Rollen herangezogen wird und in der Regel mit zeitlich limitierten Verträgen ausgestattet ist (Verträge über mehrere Wochen oder Monate, sogenannte Residenzverträge, sowie Jahresverträge). Die großen Partien werden, wie an anderen Opernhäusern von Weltgeltung, fast ausschließlich mit prominenten Gastsängern besetzt, die für einzelne Abende oder Vorstellungsserien engagiert werden. Auch die an der Staatsoper tätigen Dirigenten, Regisseure, Choreografen, Bühnenbildner, Kostümbildner, Lichtdesigner etc. sind Gäste. Auch die Ballettvorstellungen werden mit zahlreichen Gästen absolviert. Orchester und Chor sind hingegen fester Bestandteil des Ensembles. Die Wiener Volksoper besitzt noch ein eigenes Sängerensemble, aus dem der überwiegende Teil der Rollen besetzt wird. Das Theater an der Wien besitzt kein eigenes Ensemble, weder bei Sängern noch bei Chor oder Orchester, sondern engagiert diese Körper für die jeweiligen Inszenierungen; diese Form des Opernbetriebs nennt man Stagionesystem, abgeleitet aus dem italienischen Wort für Saison. Das Theater an der Wien zeigt, wie Stagione-Häuser in Frankreich oder Italien, zahlreiche Koproduktionen mit anderen Häusern oder Festivals, die entweder in Wien erarbeitet oder auch von anderen Häusern übernommen werden.
In Österreich sind einige Wiener Bühnen im Rahmen des Bundestheater-Konzerns organisiert. Dieser fasst die Theater Burgtheater GmbH, Wiener Staatsoper GmbH sowie die Volksoper Wien GmbH zusammen. Für diese drei Unternehmen übernehmen eine gemeinsame Muttergesellschaft, die Bundestheater-Holding GmbH, sowie die Schwester/Tochtergesellschaft Theater Service GmbH ART FOR ART die Werkstätten, die zentrale Gebäudetechnik sowie gemeinsame Marketing- und Verwaltungsangelegenheiten.
Nach diesem Modell werden zunehmend auch in Deutschland Opernhäuser aus dem öffentlichen Dienst ausgegliedert und in, zumindest teilweise, privatwirtschaftliche Strukturen überführt. So wurde beispielsweise zum 1. Januar 2004 in Berlin die Stiftung Oper Berlin (kurz: Opernstiftung) gegründet, zu der die drei Berliner Opernhäuser Staatsoper Unter den Linden, Deutsche Oper und Komische Oper sowie das Staatsballett Berlin gehören.

## Einige ausgewählte Opernhäuser

### Deutschland
- Baden-Baden:
  - Festspielhaus Baden-Baden, 2500 Plätze (größtes Opernhaus Deutschlands)
- Bayreuth:
  - Markgräfliches Opernhaus
  - Festspielhaus, 1974 Sitzplätze
- Berlin:
  - Staatsoper Unter den Linden (so genannte Lindenoper), Baujahr 1743, 1843 und 1955; nach Sanierung 2017 ca. 1300 Sitzplätze
  - Deutsche Oper, Baujahr 1912 und 1961; ca. 1900 Sitzplätze
  - Komische Oper, Baujahr 1895, 1947, 1966; ca. 1340 Sitzplätze; 2007 und 2013 Opernhaus des Jahres
  - Krolloper (historisches Opernhaus; Schließung in den 1930er Jahren)
- Bonn:
  - Oper der Stadt Bonn, 1037 Plätze
- Bremen:
  - Oper Bremen; 2007 Opernhaus des Jahres
- Chemnitz:
  - Opernhaus Chemnitz
- Dortmund:
  - Opernhaus, 1170 Plätze
- Dresden:
  - Semperoper (Sächsische Staatsoper Dresden), ca. 1300 Sitzplätze
- Duisburg:
  - Deutsche Oper am Rhein im Theater Duisburg
- Düsseldorf:
  - Deutsche Oper am Rhein im Opernhaus Düsseldorf
- Essen:
  - Aalto-Theater, 1125 Plätze; 2008 Opernhaus des Jahres
- Frankfurt am Main:
  - Oper Frankfurt, 1369 Sitzplätze; 1995, 1996, 2003, 2015 und 2018 Opernhaus des Jahres
- Gelsenkirchen
  - Musiktheater im Revier, 1004 Plätze (Großes Haus)
- Halle (Saale):
  - Opernhaus Halle, 672 Sitzplätze
- Hamburg:
  - Hamburgische Staatsoper, 1690 Sitzplätze; 1997 und 2005 Opernhaus des Jahres
- Hannover:
  - Opernhaus des Niedersächsischen Staatstheaters, ca. 1200 Plätze
- Kassel:
  - Staatstheater Kassel, 953 Sitzplätze (Opernhaus)
- Kiel
  - Opernhaus Kiel, über 800 Plätze
- Köln:
  - Oper Köln, 1346 Plätze; 2012 Opernhaus des Jahres
- Leipzig
  - Opernhaus Leipzig, 1267 Plätze (Große Bühne, Kellertheater)
- Mannheim
  - Nationaltheater Mannheim, ca. 1200 Sitzplätze (Opernhaus), 2015 Opernhaus des Jahres
- München:
  - Nationaltheater (Bayerische Staatsoper), 2100 Plätze; 2014 Opernhaus des Jahres
  - Staatstheater am Gärtnerplatz, 932 Plätze
  - Prinzregententheater, 1081 Plätze
  - Cuvilliés-Theater, 523 Plätze
- Nürnberg
  - Staatstheater Nürnberg (Opernhaus Baujahr 1905)
- Stuttgart:
  - Staatstheater Stuttgart, Opernhaus, 1404 Sitzplätze; Oper Stuttgart: 1994, 1998, 1999, 2000, 2002, 2008 und 2016 Opernhaus des Jahres
- Wuppertal
  - Opernhaus Wuppertal

### Österreich

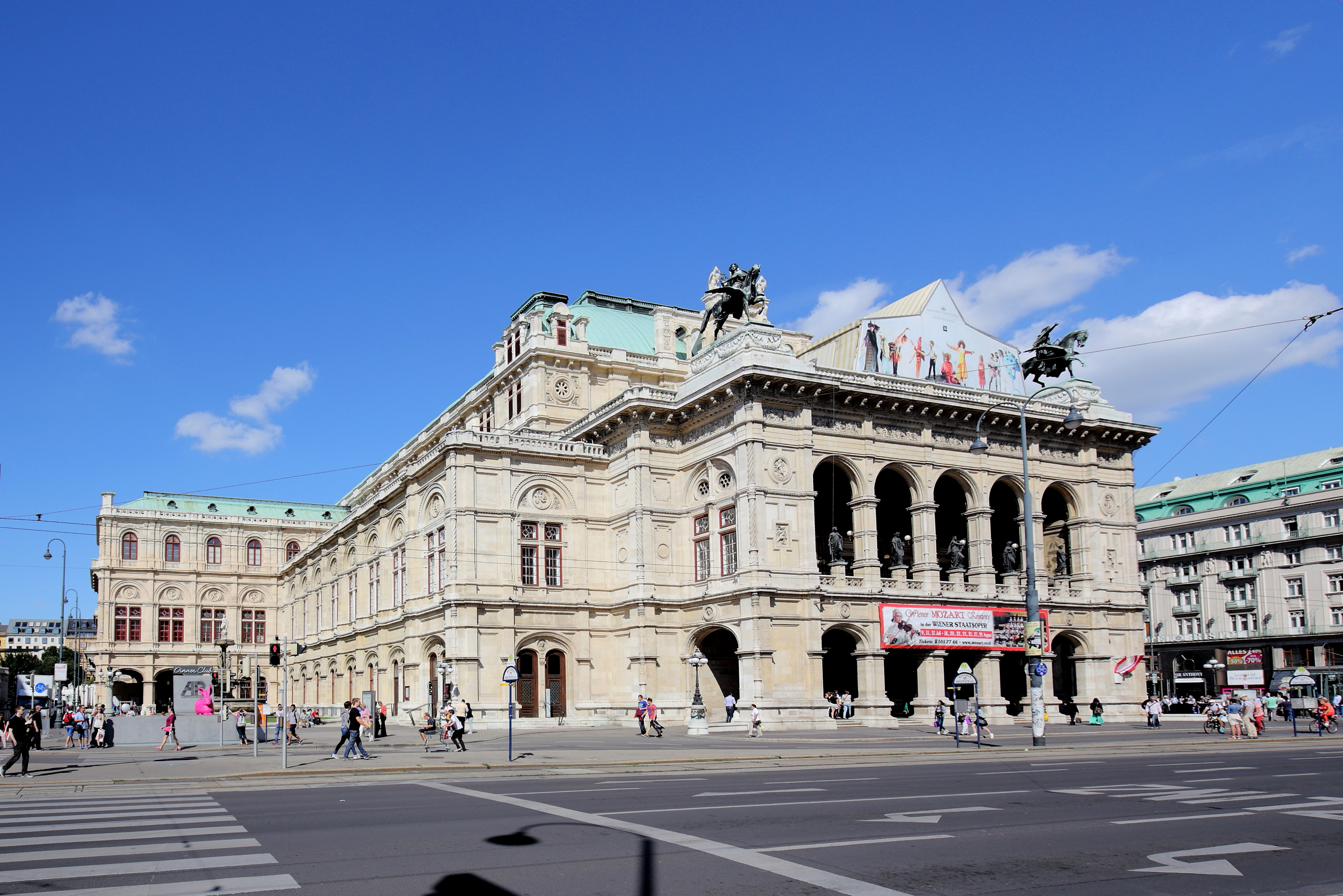

- Bregenz:
  - Seebühne
- Graz:
  - Opernhaus Graz
- Linz:
  - Musiktheater Linz

- Wien:
  - Theater an der Wien
  - Wiener Staatsoper
  - Volksoper Wien
  - Wiener Kammeroper

### Schweiz
- Basel:
  - Theater Basel; 2009 und 2010 Opernhaus des Jahres
- Genf:
  - Grand Théâtre de Genève
- Lausanne:
  - Opéra de Lausanne
- Zürich:
  - Opernhaus Zürich

### Weitere Länder
- Argentinien:
  - Teatro Colón (Buenos Aires)
- Australien:
  - Sydney Opera House (Sydney)
- Belgien:
  - Théâtre de la Monnaie (Brüssel); 2011 Opernhaus des Jahres
  - Opéra Royal de Wallonie (Lüttich)
  - Vlaamse Opera (Antwerpen)
  - Vlaamse Opera (Gent)

- Brasilien:
  - Teatro Amazonas (Manaus)
- Dänemark:

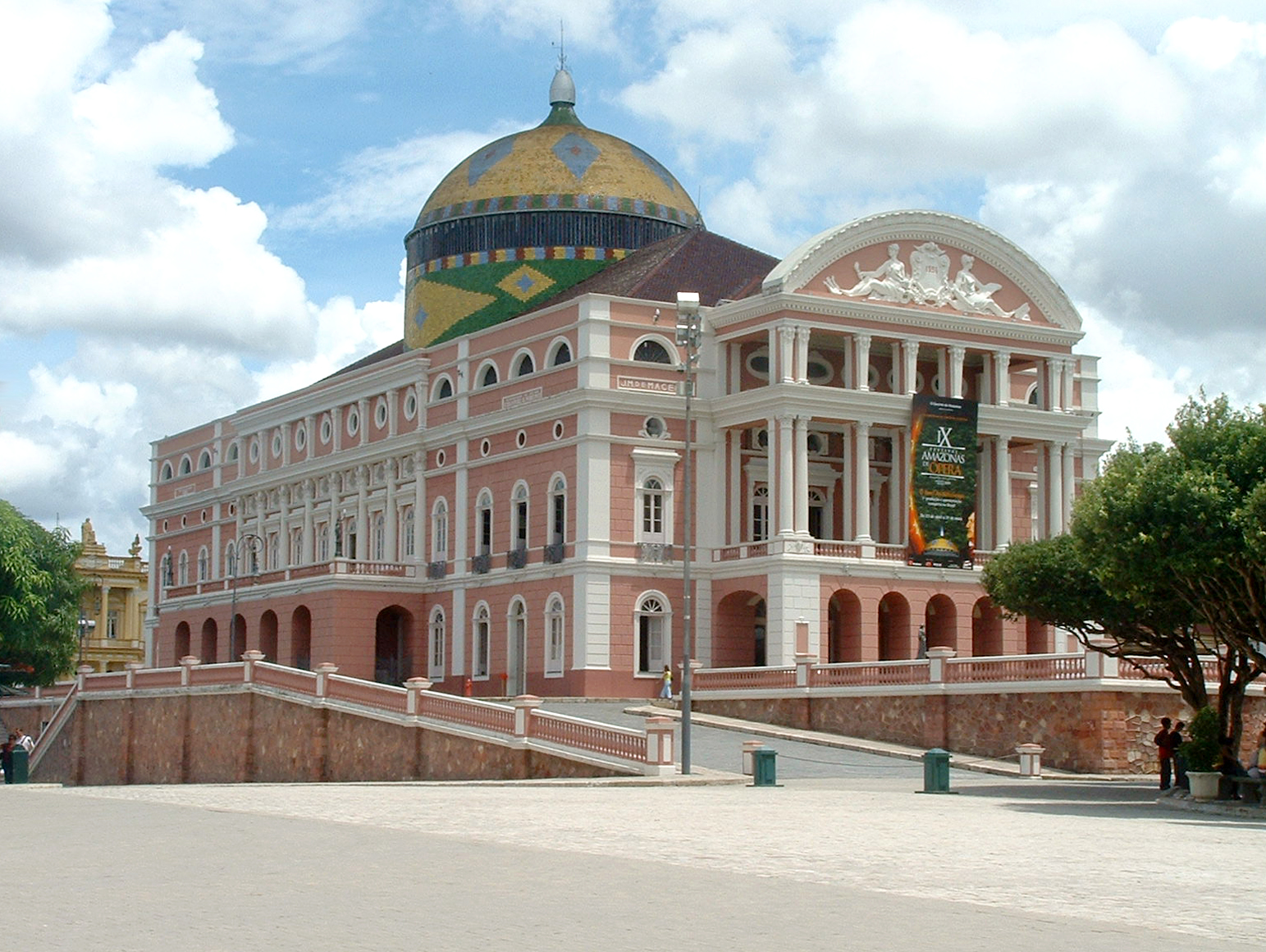
Das Teatro Amazonas in Manaus

  - Operaen (Königliche Oper, Kopenhagen)
- Vereinigte Arabische Emirate:
  - Dubai Opera
- Finnland:
  - Finnische Nationaloper (Helsinki)
- Frankreich:
  - Opéra National de Lyon (Lyon)
  - Opéra National de Montpellier
  - Opéra de Nice (Nizza)
  - Paris (Übersicht siehe: Pariser Oper)
    - Opéra Bastille
    - Opéra Garnier
    - Opéra-Comique

  - Opéra national du Rhin (Straßburg, Colmar, Mülhausen)
- Island
  - Konzerthaus Harpa (Reykjavík)
- Italien:
  - Teatro alla Scala (Mailand)
  - Teatro Comunale di Bologna (Bologna)
  - Opera di Firenze/Maggio Musicale Fiorentino (Florenz)
  - Teatro Comunale di Firenze (Florenz)
  - Teatro San Carlo (Neapel)
  - Teatro Massimo (Palermo)
  - Teatro Regio di Parma (Parma)
  - Teatro Regio di Torino (Turin)
  - Teatro Giuseppe Verdi (Triest)
  - Teatro La Fenice di Venezia (Venedig)
  - Arena di Verona (Verona)
- Iran:
  - Talar-e Rudaki
- Kanada:
  - Opéra de Montréal (Montreal)
- Kroatien:
  - Hrvatsko Narodno Kazalište u Zagrebu, (Zagreb)
  - Hrvatsko Narodno Kazalište u Splitu, (Split)
- Lettland:
  - Latvijas Nacionālā Opera (Riga)
- Mexiko:
  - Palacio de Bellas Artes (Mexiko-Stadt)
- Niederlande:
  - De Nederlandse Opera (Amsterdam)
- Norwegen:
  - Opernhaus Oslo (Oslo)
- Oman:
  - Royal Opera House Muscat (Maskat)
- Polen:
  - Oper Breslau
  - Schlesische Oper (Bytom)
  - Teatr Wielki (Posen)
  - Opera Leśna (Sopot)
  - Teatr Wielki (Warschau)
- Russland:
  - Mariinski teatr (Sankt Petersburg) (früher als Teatr im. Kirowa, Leningrad)
  - Bolschoi-Theater (Moskau)
  - Akademisches Opern- und Ballett-Theater Nowosibirsk
- Schweden:
  - Königlich Schwedische Nationaloper (Stockholm)
- Slowakei
  - Slowakisches Nationaltheater in Bratislava
- Spanien:
  - Palau de les Arts Reina Sofía (größtes Opernhaus Europas, Valencia)
  - Gran Teatre del Liceu (Barcelona)
  - Teatro Real (Madrid)
- Südafrika
  - Cape Town Opera in Kapstadt
- Tschechien:
  - Janáček-Theater in Brünn
  - Národní divadlo Praha (Nationaltheater, Prag)
  - Státní opera Praha (Staatsoper, Prag)
- Ukraine:
  - Oper Kiew
  - Oper Lwiw
  - Oper Odessa
- Ungarn:
  - Magyar Állami Operaház (Staatsoper, Budapest)
- USA:
  - Lyric Opera of Chicago (Chicago)
  - Metropolitan Opera (MET, New York)
  - New York City Opera (New York)
  - San Francisco Opera (San Francisco)
  - Washington National Opera (Washington, D.C.)
- Vereinigtes Königreich:
  - Grand Opera House (Belfast)
  - Glyndebourne Festival Opera (bei Lewes)
  - English National Opera (London)
  - Royal Opera House (Covent Garden) (London)
  - Manchester Opera House

## Bildgalerie

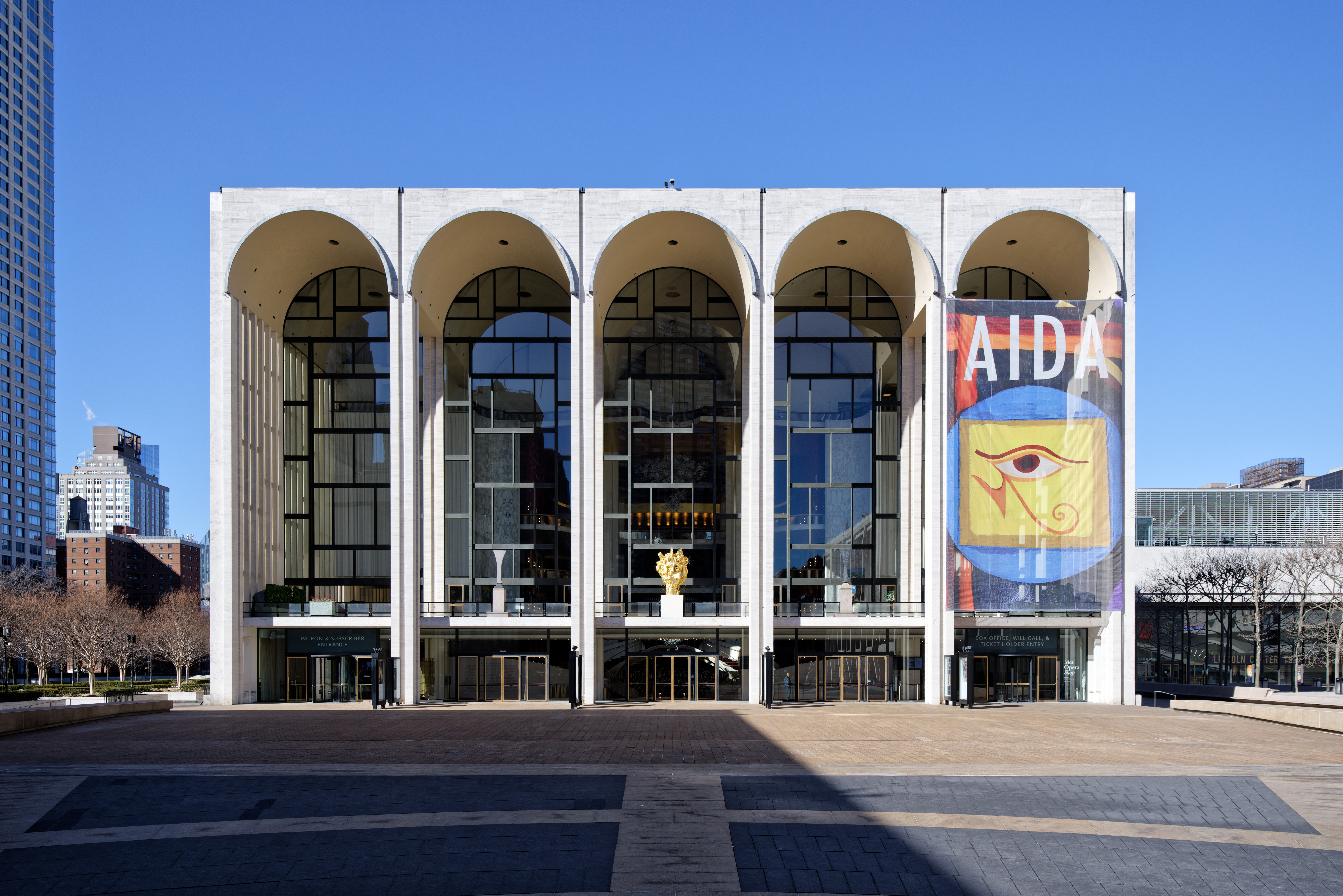
Metropolitan Opera, New York City
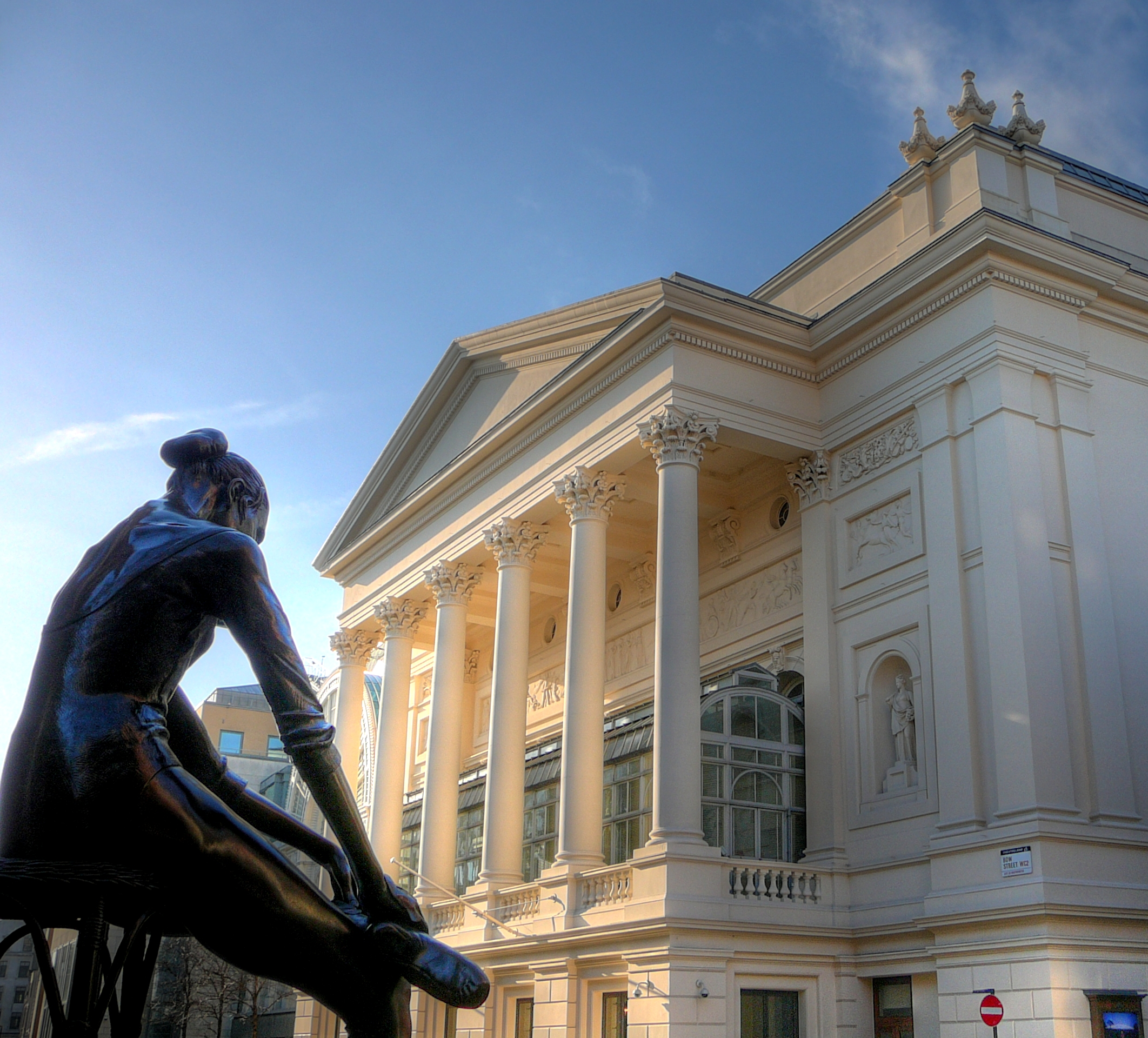
Royal Opera House, London
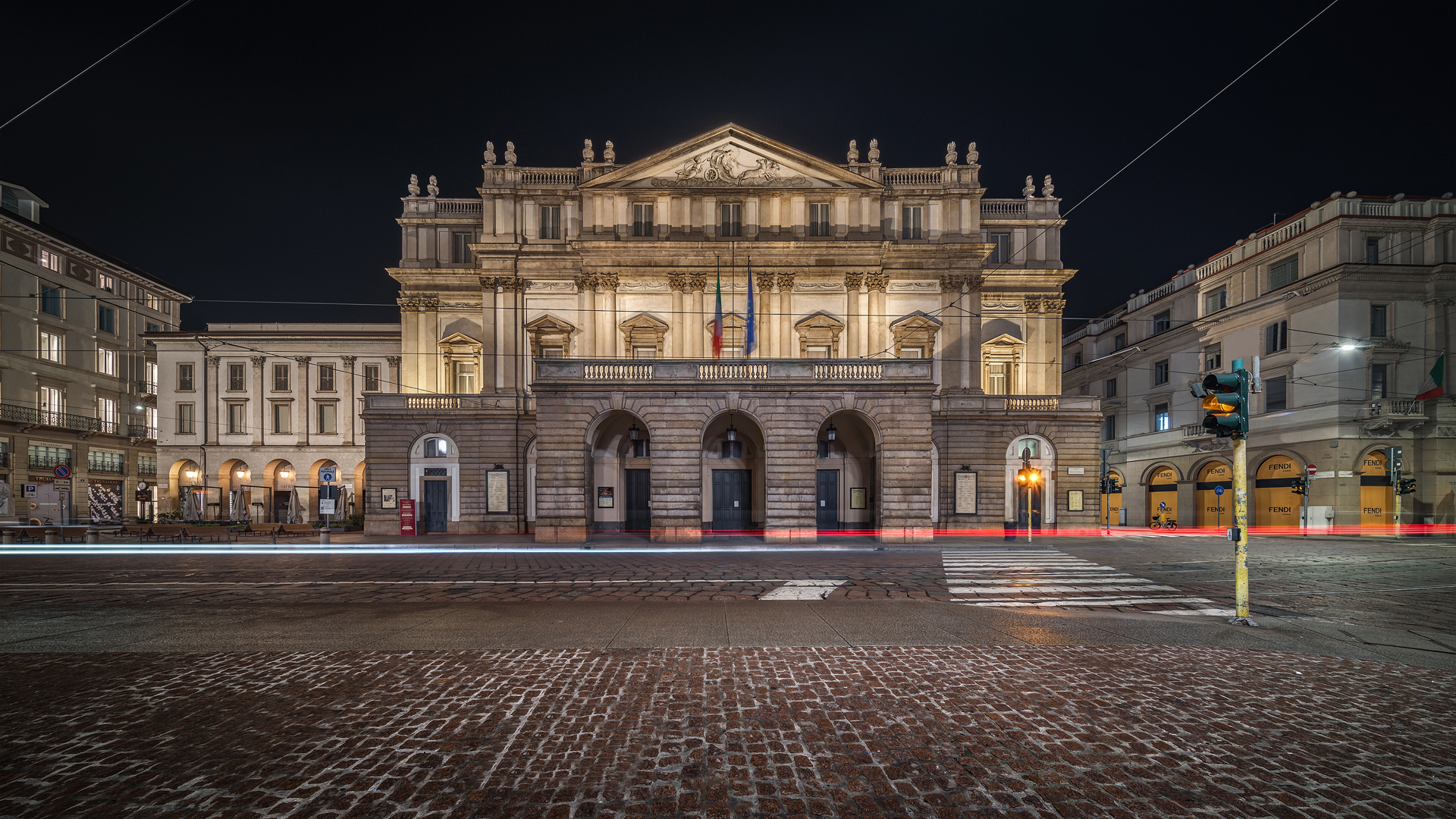
Teatro alla Scala, Mailand
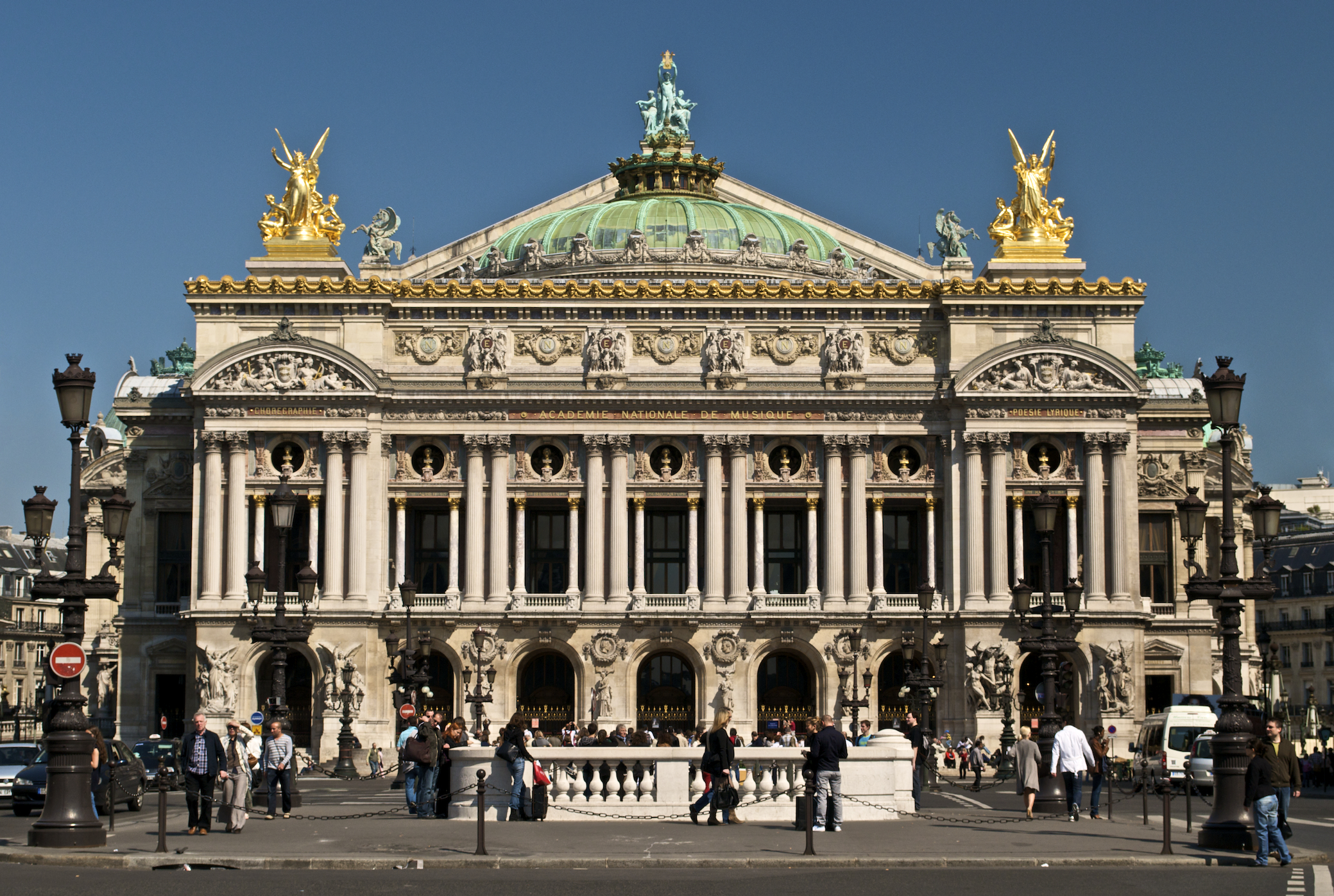
Opéra Garnier, Paris
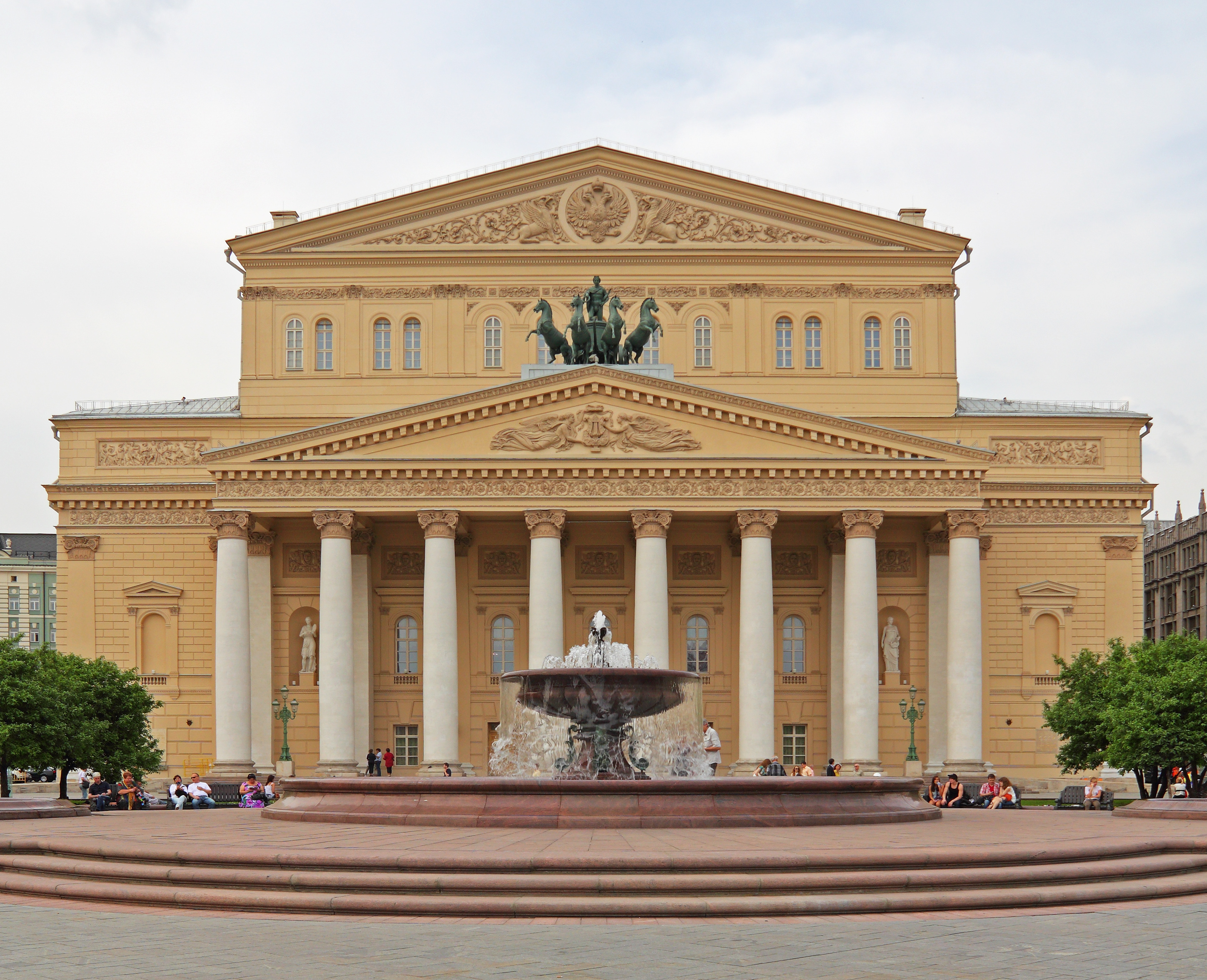
Bolschoi-Theater, Moskau
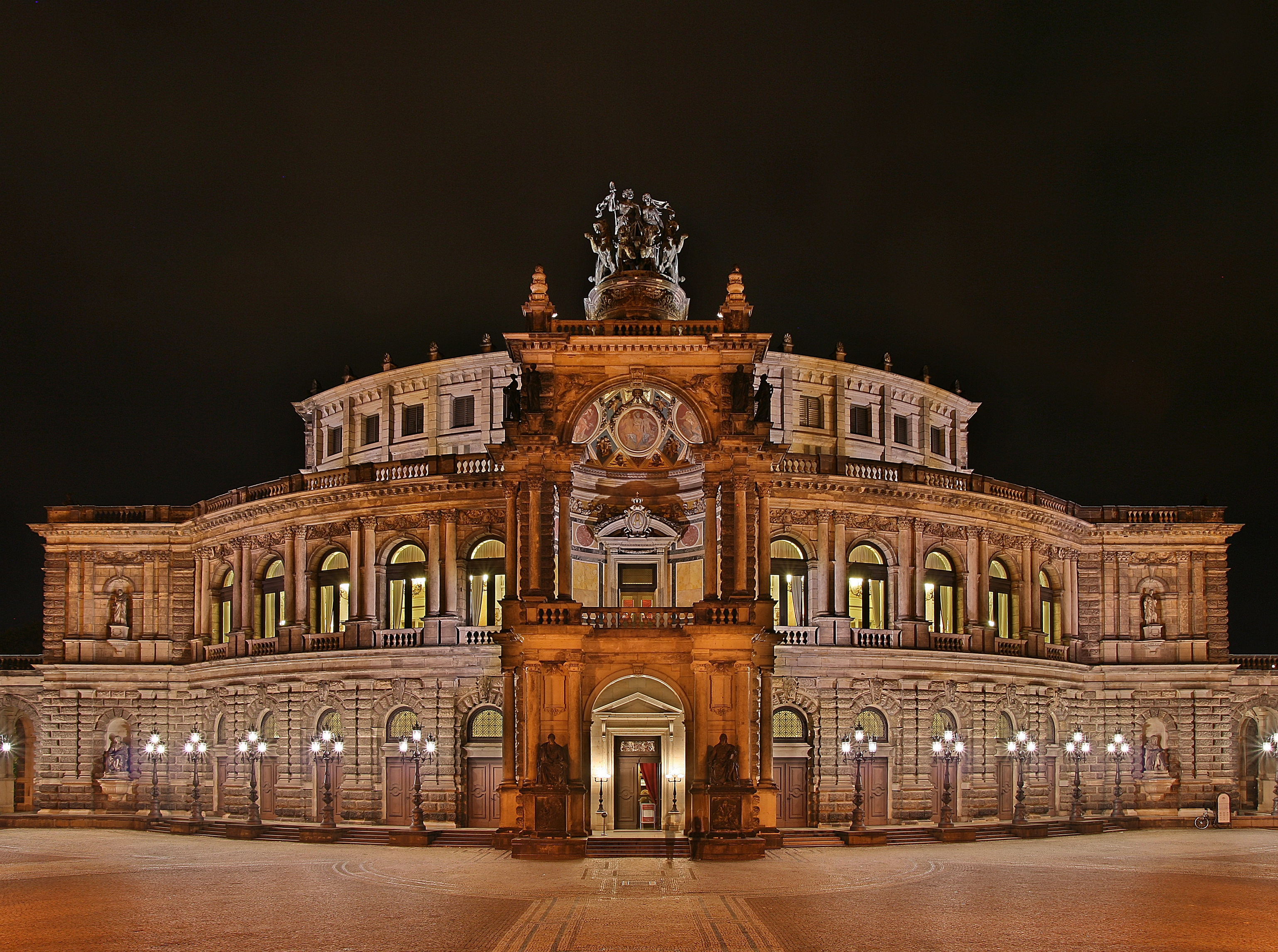
Semperoper, Dresden
Operahuset, Oslo
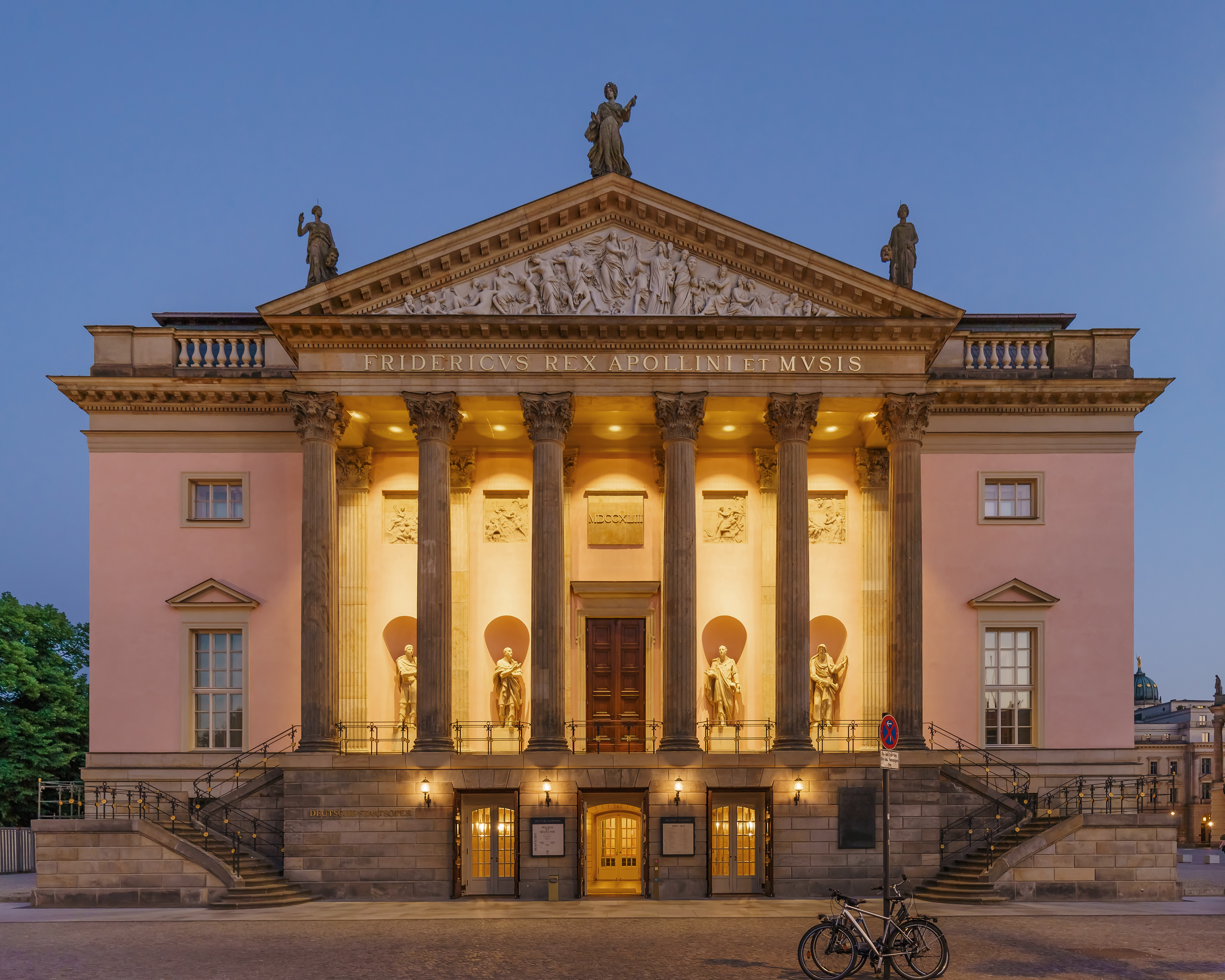
Staatsoper Unter den Linden, Berlin
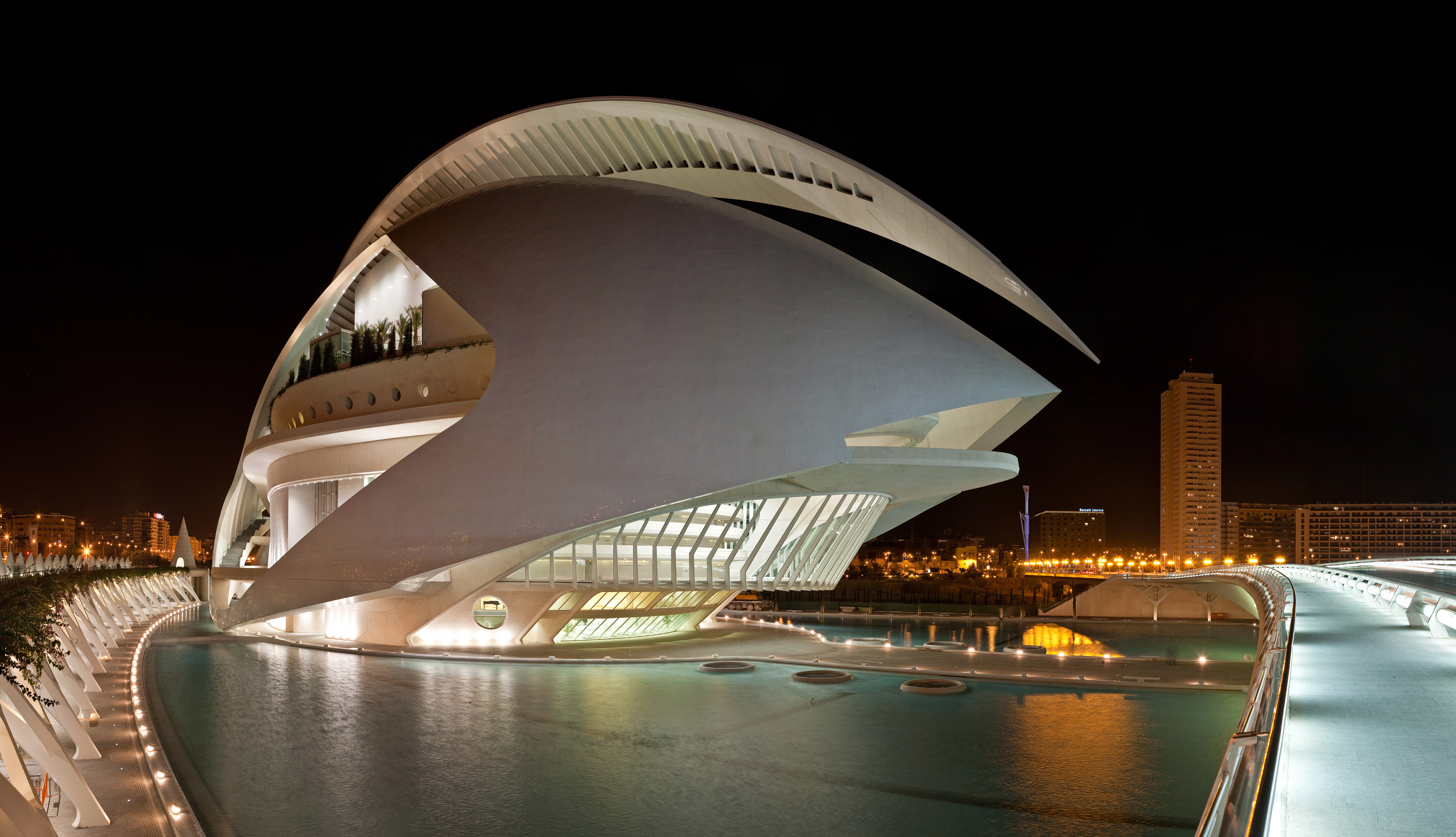
Palau de les Arts Reina Sofía, Valencia
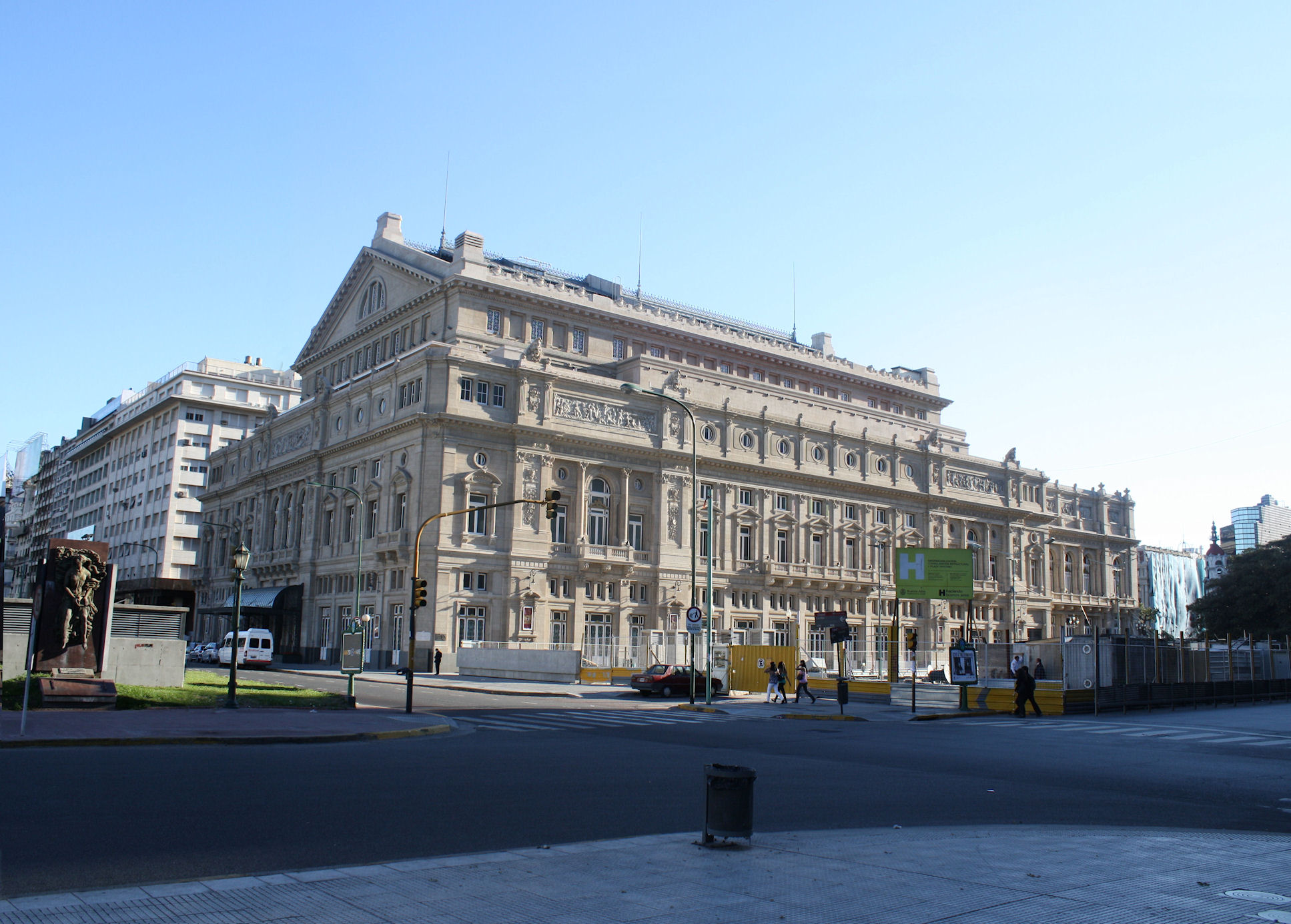
Teatro Colón, Buenos Aires
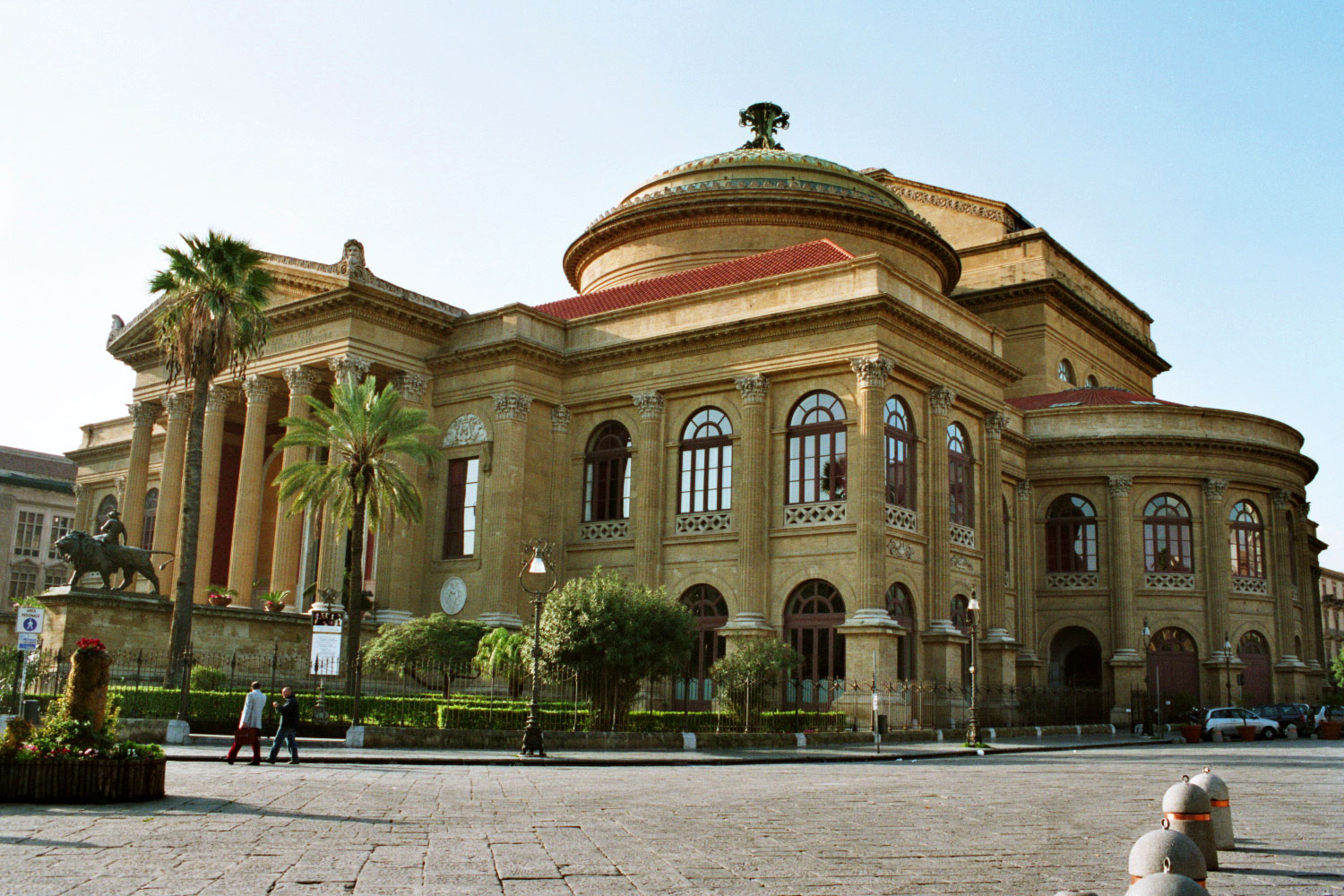
Teatro Massimo, Palermo
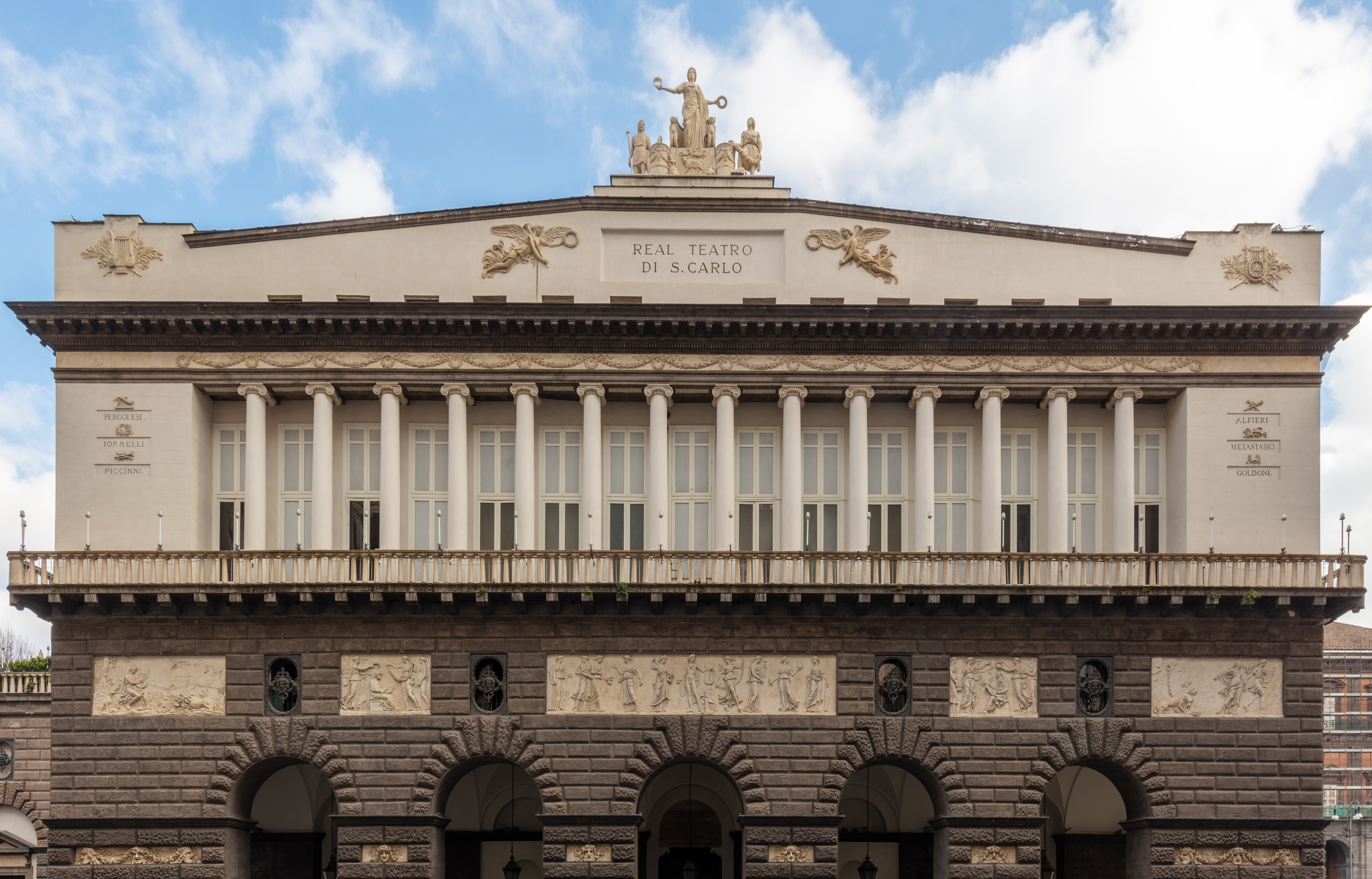
Teatro di San Carlo, Neapel